# ایوون توسک
ایوون توسک (به انگلیسی: Yvonne Tousek) ژیمناست زادهٔ ۲۳ فوریهٔ ۱۹۸۰ میلادی اهل کشور کانادا است.